# Грант, Брайан
Брайан Уэйд Грант (англ. Brian Wade Grant; род. 5 марта 1972, Колумбус, штат Огайо, США) — американский профессиональный баскетболист, игравший на позициях тяжёлого форварда и центрового. Грант провёл в НБА 12 сезонов за «Сакраменто Кингз», «Портленд Трэйл Блэйзерс», «Майами Хит», «Финикс Санз» и «Лос-Анджелес Лейкерс», набирая в среднем по 10,5 очка и 7,4 подбора за матч. Закончил карьеру в 2006 году из-за хронической травмы коленей.

## Колледж
Выступал за баскетбольную команду университета Ксавье, где стал вторым по результативности за всю историю команды. Дважды признавался Игроком года в Северо-Западной конференции. Все 4 сезона в университете Ксавье он был лучшим по подборам в студенческой лиге. Был награждён премией Associated Press.

## НБА
Грант был выбран в первом раунде драфта 1994 года, под общим восьмым номером командой «Сакраменто Кингз», подписав 5-летний контракт на сумму 29 миллионов долларов.
В 1997 году Грант отказался продлевать контракт с Сакраменто и стал неограниченно свободным агентом. Летом он подписывает 7-летнее соглашение с «Портленд Трэйл Блэйзерс» на сумму 56 миллионов долларов. В Портленде, Грант провел 3 сезона, в двух являясь игроком основы и ещё в одном основным шестым.
В 2000 году Пэт Райли пригласил Гранта в «Майами Хит». С ним заключили 7-летний контракт на 86 миллионов. Пэт Райли объяснил сомневающимся, что Грант — это тот игрок, который превратит «Майами» в чемпионскую команду. Других пояснений дано не было.
Следующий сезон стал лучшим в карьере Гранта (15,2 очка, 8,8 подбора, место в старте) и, являясь мощным форвардом, неплохо смотрелся на месте центрового, но той отдачи, которую от него ждали, «Хит» не получили. Отбегав четыре сезона, Грант стал разменной монетой в обмене на Шакила О’Нила из «Лос-Анджелес Лейкерс». Калифорнийское солнце не пошло ему на пользу, в «Лос-Анджелесе», он прочно осел в качестве игрока скамейки, а потом как-то затерялся и почти без шума и пыли закончил игровую карьеру.
Получил прозвище «Генерал», потому что родился в одном городе с Улиссом Грантом, генералом армии США.

## Проблемы со здоровьем
После того как в 2006-м Брайан закончил игровую карьеру, он уже знал, что с ним что-то происходит. Время от времени у него начинали дрожать руки. Грант старался не обращать на это внимания, но вскоре приступы стали случаться всё чаще. И в конце концов из-за них Брайан был вынужден отказаться от работы аналитика на TNT и CNN. «Я был полностью уверен, что эта работа для меня. Я всегда любил общаться с людьми. К тому же у меня осталось много друзей в баскетболе. Конец игровой карьеры — это, что ни говори, стресс, и человеку, всю жизнь посвятившему баскетболу, легче переживать уход от дел именно в околобаскетбольной обстановке. Но, увы, невозможно брать интервью, когда микрофон вываливается у тебя из рук и ты не понимаешь, почему твоё тело не слушается тебя». Спортсменам всегда нелегко адаптироваться к будням простых обывателей, но для Гранта этот процесс протекал особенно тяжело. Вскоре Гранту был поставлен диагноз — болезнь Паркинсона «На меня столько всего навалилось. Уход, невозможность работать на телевидении, депрессия, развод, затем я узнал, что у меня болезнь. Всё это произошло менее чем за год. Я был ужасно подавлен, срывался на жену и детей. А потом, пройдя обследование у доктора Джона Натта, внезапно понял, что такое поведение было следствием прогрессирования заболевания». После того как Брайан признался самому себе в том, что он болен, настало время для того, чтобы объяснить это родным и близким. «Дети ходили и смотрели на меня как на чужого, я должен был объяснить им, что со мной происходит. Мы ездили в фонд Майкла Джей Фокса, встречались с Мохаммедом Али. После этого мои отношения с детьми вышли на другой уровень».
Но Грант не стал замыкаться на одном себе. «Я посетил несколько лечебниц, в которых находятся бездомные. Эти люди даже не в состоянии поделиться своими проблемами. После того как они узнали, что больны Паркинсоном, они потеряли работу, жильё, от них отвернулись многие близкие. В таких ситуациях не приходится говорить только о заболевании. Здесь нужен комплексный подход, речь уже идёт об отношениях общества и человека, которого оно отвергло». После знакомства с этими людьми Грант решил рассказать о них общественности. Для этого он вместе с Лорен Форман и Кэти Кальканье создал фонд «Shake It Till We Make It», который занимается распределением финансовой помощи неимущим с синдромами болезни Паркинсона.

## Статистика

### Статистика в НБА
| Сезон                                                                                    | Команда    | Регулярный сезон | Регулярный сезон | Регулярный сезон | Регулярный сезон | Регулярный сезон | Регулярный сезон | Регулярный сезон | Регулярный сезон | Регулярный сезон | Регулярный сезон | Регулярный сезон | Серия плей-офф | Серия плей-офф | Серия плей-офф | Серия плей-офф | Серия плей-офф | Серия плей-офф | Серия плей-офф | Серия плей-офф | Серия плей-офф | Серия плей-офф | Серия плей-офф |
| Сезон                                                                                    | Команда    | GP               | GS               | MPG              | FG%              | 3P%              | FT%              | RPG              | APG              | SPG              | BPG              | PPG              | GP             | GS             | MPG            | FG%            | 3P%            | FT%            | RPG            | APG            | SPG            | BPG            | PPG            |
| ---------------------------------------------------------------------------------------- | ---------- | ---------------- | ---------------- | ---------------- | ---------------- | ---------------- | ---------------- | ---------------- | ---------------- | ---------------- | ---------------- | ---------------- | -------------- | -------------- | -------------- | -------------- | -------------- | -------------- | -------------- | -------------- | -------------- | -------------- | -------------- |
| 1994/95                                                                                  | Сакраменто | 80               | 59               | 28,6             | 51,1             | 25,0             | 63,6             | 7,5              | 1,2              | 0,6              | 1,5              | 13,2             | Не участвовал  | Не участвовал  | Не участвовал  | Не участвовал  | Не участвовал  | Не участвовал  | Не участвовал  | Не участвовал  | Не участвовал  | Не участвовал  | Не участвовал  |
| 1995/96                                                                                  | Сакраменто | 78               | 75               | 30,7             | 50,7             | 23,5             | 73,2             | 7,0              | 1,6              | 0,5              | 1,3              | 14,4             | 4              | 4              | 31,0           | 38,1           | -              | 50,0           | 5,0            | 1,0            | 0,5            | 1,8            | 9,8            |
| 1996/97                                                                                  | Сакраменто | 24               | 15               | 25,3             | 44,0             | -                | 77,8             | 5,9              | 1,2              | 0,8              | 1,0              | 10,5             | Не участвовал  | Не участвовал  | Не участвовал  | Не участвовал  | Не участвовал  | Не участвовал  | Не участвовал  | Не участвовал  | Не участвовал  | Не участвовал  | Не участвовал  |
| 1997/98                                                                                  | Портленд   | 61               | 49               | 31,5             | 50,8             | 0,0              | 75,0             | 9,1              | 1,4              | 0,7              | 0,7              | 12,1             | 4              | 4              | 33,8           | 52,8           | -              | 83,3           | 10,8           | 1,5            | 1,0            | 0,8            | 13,3           |
| 1998/99                                                                                  | Портленд   | 48               | 46               | 31,8             | 47,9             | -                | 81,4             | 9,8              | 1,4              | 0,4              | 0,7              | 11,5             | 13             | 13             | 37,1           | 52,9           | -              | 62,5           | 9,2            | 1,1            | 0,8            | 1,2            | 13,2           |
| 1999/00                                                                                  | Портленд   | 63               | 14               | 21,0             | 49,1             | 50,0             | 67,5             | 5,5              | 1,0              | 0,5              | 0,4              | 7,3              | 16             | 0              | 20,0           | 44,6           | -              | 74,4           | 5,8            | 0,5            | 0,4            | 0,4            | 5,4            |
| 2000/01                                                                                  | Майами     | 82               | 79               | 33,8             | 47,9             | 0,0              | 79,7             | 8,8              | 1,2              | 0,7              | 0,9              | 15,2             | 3              | 0              | 28,0           | 41,7           | -              | 71,4           | 8,0            | 0,3            | 0,0            | 1,7            | 10,0           |
| 2001/02                                                                                  | Майами     | 72               | 72               | 31,3             | 46,9             | 0,0              | 84,9             | 8,0              | 1,9              | 0,7              | 0,4              | 9,3              | Не участвовал  | Не участвовал  | Не участвовал  | Не участвовал  | Не участвовал  | Не участвовал  | Не участвовал  | Не участвовал  | Не участвовал  | Не участвовал  | Не участвовал  |
| 2002/03                                                                                  | Майами     | 82               | 82               | 32,2             | 50,9             | -                | 77,1             | 10,2             | 1,3              | 0,8              | 0,6              | 10,3             | Не участвовал  | Не участвовал  | Не участвовал  | Не участвовал  | Не участвовал  | Не участвовал  | Не участвовал  | Не участвовал  | Не участвовал  | Не участвовал  | Не участвовал  |
| 2003/04                                                                                  | Майами     | 76               | 76               | 30,3             | 47,1             | 0,0              | 78,2             | 6,9              | 0,9              | 0,7              | 0,5              | 8,7              | 13             | 13             | 30,7           | 42,9           | 0,0            | 57,1           | 8,6            | 0,8            | 0,5            | 0,6            | 7,1            |
| 2004/05                                                                                  | Лейкерс    | 69               | 8                | 16,5             | 49,3             | -                | 72,2             | 3,7              | 0,5              | 0,3              | 0,3              | 3,8              | Не участвовал  | Не участвовал  | Не участвовал  | Не участвовал  | Не участвовал  | Не участвовал  | Не участвовал  | Не участвовал  | Не участвовал  | Не участвовал  | Не участвовал  |
| 2005/06                                                                                  | Финикс     | 21               | 2                | 11,8             | 41,5             | -                | 87,5             | 2,7              | 0,3              | 0,2              | 0,1              | 2,9              | 5              | 0              | 2,5            | 33,3           | -              | 0,0            | 0,4            | 0,0            | 0,0            | 0,0            | 0,4            |
|                                                                                          | Всего      | 756              | 577              | 28,3             | 49,0             | 21,4             | 74,6             | 7,4              | 1,2              | 0,6              | 0,7              | 10,5             | 58             | 34             | 26,8           | 46,5           | 0,0            | 65,9           | 7,1            | 0,7            | 0,5            | 0,8            | 8,2            |
| Наведите курсор мыши на аббревиатуры в заголовке таблицы, чтобы прочесть их расшифровку. |            |                  |                  |                  |                  |                  |                  |                  |                  |                  |                  |                  |                |                |                |                |                |                |                |                |                |                |                |

### Статистика в NCAA
| Сезон | Команда | Conf    | Class | GP  | GS | MPG  | FG%  | 3P%  | FT%  | RPG | APG | SPG | BPG | PPG  |
| --- | ------- | ------- | ----- | --- | -- | ---- | ---- | ---- | ---- | --- | --- | --- | --- | ---- |
| 1990/91 | Ксавье  | MW Coll | FR    | 32  |    | 29,1 | 57,2 | -    | 69,4 | 8,5 | 0,6 | 0,9 | 0,8 | 11,6 |
| 1991/92 | Ксавье  | MW Coll | SO    | 26  |    | 28,0 | 57,6 | -    | 58,3 | 9,1 | 0,9 | 0,7 | 1,0 | 11,8 |
| 1992/93 | Ксавье  | MW Coll | JR    | 30  | 27 | 31,5 | 65,4 | -    | 69,2 | 9,4 | 1,5 | 0,8 | 1,0 | 18,5 |
| 1993/94 | Ксавье  | MW Coll | SR    | 29  |    | 30,8 | 55,9 | 33,3 | 71,3 | 9,9 | 1,6 | 0,9 | 1,6 | 16,7 |
| Всего | Всего   | Всего   | Всего | 117 | 27 | 29,9 | 59,4 | 33,3 | 67,6 | 9,2 | 1,2 | 0,8 | 1,1 | 14,7 |
| Наведите курсор мыши на аббревиатуры в заголовке таблицы, чтобы прочесть их расшифровку Статистика приведена с сайта sports-reference.com |         |         |       |     |    |      |      |      |      |     |     |     |     |      |